# Monasterio de Vardzia

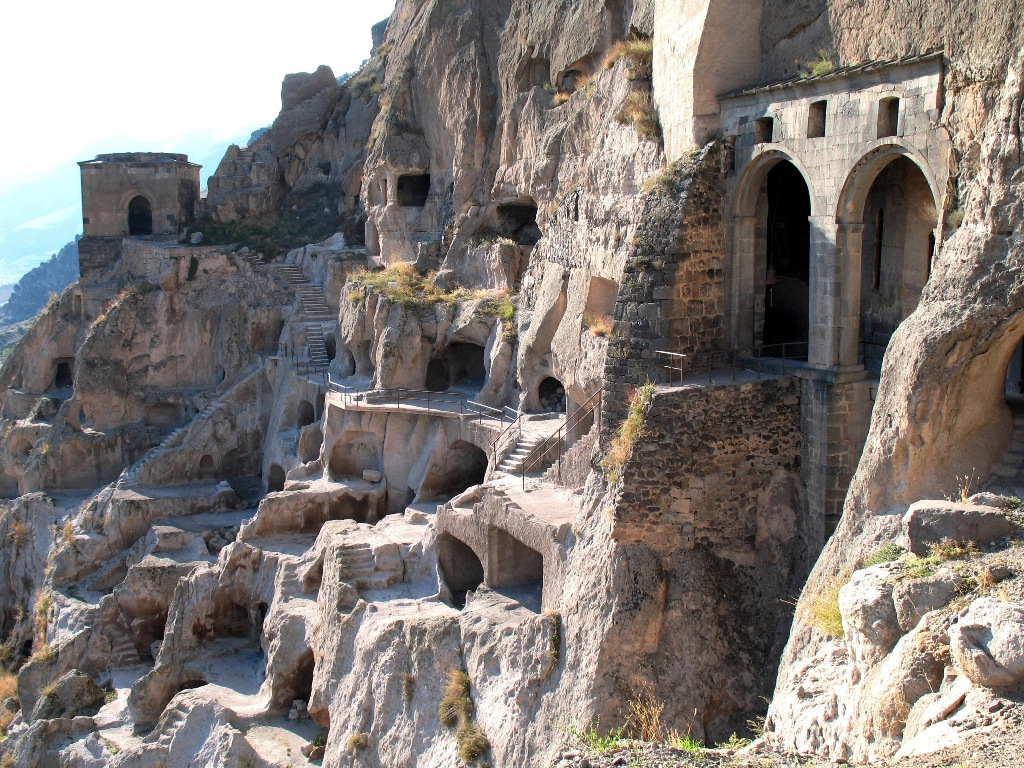
Vista de Vardzia. Al fondo a la izquierda, el edificio cuadrado que sobresale es el campanario. A la derecha, el arco doble es el atrio de la iglesia de la Asunción (Dormición).

Vardzia es un monasterio medieval excavado en una montaña rocosa del sur de Georgia, en la región de Samtsje-Yavajeti, junto al río Barimela. Justo en el medio de Georgia. La población más cercana es Aspindza (13 km). 
Construido durante la época de la reina Tamar en 1185, se trata de un gran complejo rupestre de cuevas y túneles, prácticamente una ciudad, que se extiende unos 500 metros a lo largo de la ladera montañosa. Su singular localización respondía a la necesidad de defenderlo contra los mongoles. Poseía más de seis mil estancias distribuidas en trece pisos así como una iglesia, un salón del trono y un sistema de riego para cultivos en terrazas. Alberga una excelente muestra de pintura medieval georgiana. 
Vardzia, junto con la cercana fortaleza de Khertvisi (o Jervitsi), ha sido presentada como candidata a formar parte de la lista del Patrimonio de la Humanidad de la UNESCO.